# Vetenskapsåret 1993

## Händelser

### Astronomiochrymdfart
- 4 juni - En total månförmörkelse inträffar [1].
- 29 november - En total månförmörkelse inträffar [1].
- December: Omfattande reparationer av Rymdteleskopet Hubble genomförs av astronauter på USA:s rymdfärja Endeavour.

## Pristagare
- Bigsbymedaljen: Julian Anthony Pearce [2]
- Copleymedaljen: James Watson
- Davymedaljen: Jack Baldwin
- Göran Gustafssonpriset:
  - Molekylär biologi: Alwyn Jones
  - Fysik: Claes Fransson
  - Kemi: Mathias Uhlén
- Nobelpriset:[3]
  - Fysik: Russell A. Hulse, Joseph Taylor
  - Kemi: Kary Mullis, Michael Smith
  - Fysiologi/Medicin: Richard J. Roberts, Phillip A. Sharp
- Steelepriset: George David Mostow, Walter Rudin och Eugene Dynkin
- Turingpriset: Juris Hartmanis och Richard Stearns
- Wollastonmedaljen: Samuel Epstein [4]

## Avlidna
- 11 februari – Robert W. Holley, amerikansk biokemist, nobelpristagare.
- 20 mars – Polykarp Kusch, tysk fysiker, nobelpristagare.
- 4 juli - Gladys Lounsbury Hobby, amerikansk mikrobiolog.[5]
- 1 november – Severo Ochoa, spansk-amerikansk biokemist.
- 7 december – Wolfgang Paul, tysk fysiker, nobelpristagare.